# 4339 Almamater
4339 Almamater este un asteroid din centura principală, descoperit pe 20 octombrie 1985 de Antonín Mrkos.